# Mushihime-Sama
Mushihime-sama (虫姫さま en japonais) est un shoot 'em up développé par Cave. Il est publié en 2004 sur borne d'arcade (Cave 3rd Generation), puis porté sur PlayStation 2 en 2005 et sur Xbox 360 en mai 2012 (version retravaillé en HD). La suite Mushihime-Sama Futari sort en 2006 en arcade et sur Xbox 360 en 2009. Une version Steam est parue le 5 novembre 2015 éditée par Degica.

## Système de jeu

### Modes de jeu
Le jeu comprend 3 modes de difficulté : Original, Maniac, et le mode Ultra. 
- Original : Un mode où les tirs sont relativement peu nombreux mais rapides. Le système de scoring y est quasi inexistant. Avec ce mode de jeu, Cave tente de retrouver ses racines de l'époque de Toaplan

- Maniac : Ce mode constitue la difficulté standard du jeu, il comprend des motifs de tirs (ou patterns en anglais) relativement élaborés ainsi qu'une vitesse moins élevée que dans le mode Original. Le scoring system étant assez compliqué à comprendre et à appliquer, il réside dans le système de chain, un système qui augmente le score si on arrive à enchaîner les ennemis sans laisser de temps mort.

Comme dans DoDonPachi, mais cette fois-ci, si temps mort il y a, seul le compteur principal baissera, et relativement vite.
- Le mode Ultra est réservé aux hardcore gamers, une vitesse des tirs ennemis presque aussi rapide que dans le mode Original et des boulettes extrêmement nombreuses, le joueur ne sait même plus où il doit regarder. Il faut pour cela anticiper chaque déplacement, ennemi et pattern. Le scoring system est identique à celui du mode Maniac, mais il est beaucoup moins facile de scorer.

### Versions Arrange et 1.5
- Modes Arrange : Les sorties du jeu sur PS2 et Xbox 360 se sont vu ajoutées un mode arrange modifiant les patterns et le système de jeu avec une difficulté unique. Le mode Arrange de la Xbox 360 est une évolution de celui de la PS2.

- Version 1.5 : En 2011, Cave sort sur PCB (support arcade) une version 1.5 du jeu qui modifie le système de score ainsi que le nombre d'ennemis et leur placement en profondeur. Ce mode 1.5 sera disponible pour les premières éditions du jeu sur Xbox 360.